# Bellevue (Iowa)
Bellevue – miasto w Stanach Zjednoczonych, w stanie Iowa, w hrabstwie Jackson. 

## Demografia
Zgodnie ze spisem statystycznym z 2000 roku, miasto liczyło 2350 mieszkańców. W 2023 roku liczba mieszkańców spadła nieznacznie do 2320 osób, a gęstość zaludnienia poniżej 860 osób/km².